# 549 a.C.
Il 549 a.C. (DXLIX a.C. in numeri romani) è un anno  del VI secolo a.C.

## Eventi
Annei diventa imperatore del Giappone, succedendo a Suizei.